# Dubravka Rovičanac
Dubravka Rovičanac (Zagreb, 1963.) je hrvatska književnica za djecu i profesorica hrvatskog jezika u Osnovnoj školi dr. Ante Starčevića u Zagrebu. Liturgijska je suradnica u župi sv. Leopolda Bogdana Mandića u Zagrebu Dubrava.

## Životopis
Rođena je u Zagrebu 1963. godine. U Zagrebu je završila Filozofski fakultet 1988. godine. Radila je u Sisku u Obrtnoj školi od 1987. do 1992. godine. Potom se vratila u rodni Zagreb gdje radi kao učiteljica hrvatskog jezika u OŠ dr. Ante Starčevića. Od 1997. bavi se književnim radom. Piše priče s vjerskom tematikom koje objavljuje u katoličkome tisku, posebno u župnom listu Duh zajedništva i glasniku sv. Leopolda Ljudima prijatelj. Priče za djecu objavila je u Radosti i Modroj lasti. Od listopada 2002. suradnicom je Hrvatskog katoličkog radija na kojem režira i čita vlastite priče, ciklusa Bubice u uhu, koje se emitiraju prve i treće srijede u mjesecu u 20 sati u programu Hrvatskoga katoličkog radija. Sabrala ih je u dvjema zbirkama, 2003. godine koje je objavila na CD-u dječjih priča Volić i magarac te 2012. u zbirci Tomolina. Objavila je još dvije slikovnice.

## Književni rad
2003. je godine objavila CD dječjih priča Volić i magarac u nakladi Hrvatskoga katoličkog radija. Priče su objavljivane u ciklusu HKR-a Bubica u uhu. Sadrži sedam priča. Prihod od prodaje CD namijenjen je za gradnju župne crkve i svetišta Sv. Leopolda Bogdana Mandića u Dubravi u Zagrebu. Objavila je još dvije slikovnice: Franjo Žućak i zbirka kukaca 2008. zajedno s Dubravkom Kastrapelijem. Slikovnica je tematski vezana uz stalan entomološki postav Svijet kukaca, organziranog kao jedan od projekata u sklopu programa "Franjo Košćec i njegovo djelo" kojim se obilježava nekoliko obljetnica u svezi s poznatim hrvatskim prirodoslovcem, profesorom i osnivačem Entomološkog odjela Varaždinskog muzeja. i.
Objavila je 2012. zbirku Tomolina. Priče o odrastanju koja sadrži više od četrdeset priča o igri, školi, prijateljstvu, ljubavi, opraštanju, lijepom ponašanju, svetima, blaženima. Priče povezuje čvrsti kršćanski temelj: vjera u Boga, "bez kojega se ne može zamisliti svakodnevica, a na taj je način kao živo tkivo povezano vjersko i svjetovno, koje se može graditi samo na jakome duhovnom temelju."
Zbirka prati odrastanje glavnog junaka Tome od predškolske dobi do mladića na kraju osnovne škole koji "traži sebe" u svijetu prepunom izazova. Drugi glavni lik u njenim pričama su njegova teta Lina, nježna i mudra osoba zrelih godina koja za svaki događaj i problem, nalazi priču kojom potiče i hrabri nećaka pogledati stvari iz drugog kuta te prepozna ono važno. Njene su priče utjeha, uveseljavanje ili pouka. U pričama se pojavljuje Tomina mlađa sestra Ana i njegovi roditelji, čime se upotpunjuje slika suvremene obitelji.
Zbirka predstavlja priče koje su emitirane od 2002. do 2012. godine u emisiji Bubice u uhu – Priče za laku noć Hrvatskoga katoličkog radija. Zbirku je grafički uredila Blaženka Matić.
Na 4. susretu hrvatskoga duhovnoga književnoga stvaralaštva »Stjepan Kranjčić« u prosincu 2012., njezin esej "Volja Božja" (Ljudima prijatelj, 4/2012) nagrađen je trećom nagradom.
Godine 2020. objavila je Sjajnu Trojku, zbirku priča za djecu.

## Vanjske poveznice
- Dubravka Rovičanac: VOLJA BOŽJA, Ljudima prijatelj, 4/2012.